# Tunagyna debilis
Tunagyna debilis là một loài nhện trong họ Linyphiidae.
Loài này thuộc chi Tunagyna. Tunagyna debilis được Richard C. Banks miêu tả năm 1892.